# 楢山修平
楢山 修平（ならやま　しゅうへい、1996年8月3日 - ）は、北海道函館市出身のハンドボール選手。日本ハンドボールリーグの湧永製薬所属。背番号は「16」（2019年以降）。

## 経歴
函館大学付属有斗高校卒業後は国士舘大学へ進学し、大学卒業後は湧永製薬へ入団した。